# Związek Polaków w Belgii
Związek Polaków w Belgii utworzony został w 1923 roku, wraz z potrzebą organizacji Polaków przybyłych do Królestwa Belgii po I Wojnie Światowej. W znacznej mierze skupia potomków polskich górników osiadłych w dużej mierze w Limburgii belgijskiej oraz okolicach Charleroi, przybyłych tutaj z Polski, jak również z polskich skupisk w zachodnich Niemczech.
Aktualnym prezesem jest Władysław Pietrzak. Od wielu lat Związek prowadzi Dom Polski „Polonez” w Beringen, organizuje regularne kolonie letnie oraz imprezy integracyjne dla Polaków zamieszkujących Belgię.
Od 1994 współtworzy Radę Polonii Belgijskiej, powstałą jako organ konsultacyjny, reprezentujący Polonię belgijską.